# Hypsoides meloui
Hypsoides meloui is een vlinder uit de familie tandvlinders (Notodontidae), onderfamilie processievlinders (Thaumetopoeinae). De wetenschappelijke naam van deze soort is voor het eerst geldig gepubliceerd in 1922 door Oberthür.
De soort komt voor in tropisch Afrika.